# Budinjak
Budinjak is een plaats in de gemeente Samobor in de Kroatische provincie Zagreb. De plaats telt 15 inwoners (2001).